# Candia Canavese
Candia Canavese (Cangia in piemontese) è un comune italiano di 1 160 abitanti della città metropolitana di Torino in Piemonte.
È situato a circa 36 chilometri a nord-est dal capoluogo piemontese.

## Geografia fisica
Il comune è situato nella regione storica del Canavese, in Piemonte, a 16 km da Rivarolo Canavese, 16 km da Ivrea  e 17 km da Chivasso.
Candia, con i suoi cento tetti di cotto si adagia sulle pendici del Monte Santo Stefano, ultima propaggine collinare dell'Anfiteatro morenico di Ivrea, nel Basso Canavese.
Il monte, alto sopra tutti i rilievi intorno, offre un panorama maestoso, da una parte aperto sulla pianura padana con le colline del Monferrato, i colli di Superga e della Maddalena sopra Torino e in fondo il Monviso nelle Alpi; verso nord, dall'altra parte, il paesaggio verde del Canavese con la Serra Morenica di Ivrea, in fondo ancora la Alpi del Mombarone e del Gran Paradiso.
È noto per il lago di Candia, tutelato come primo parco di interesse provinciale istituito in Italia e sede di una società di canottaggio.

## Storia

### Simboli
Lo stemma e il gonfalone di Candia Canavese sono stati concessi con decreto del presidente della Repubblica del 22 settembre 2009.
Il gonfalone è un drappo di bianco.

## Monumenti e luoghi d'interesse

### Lago di Candia

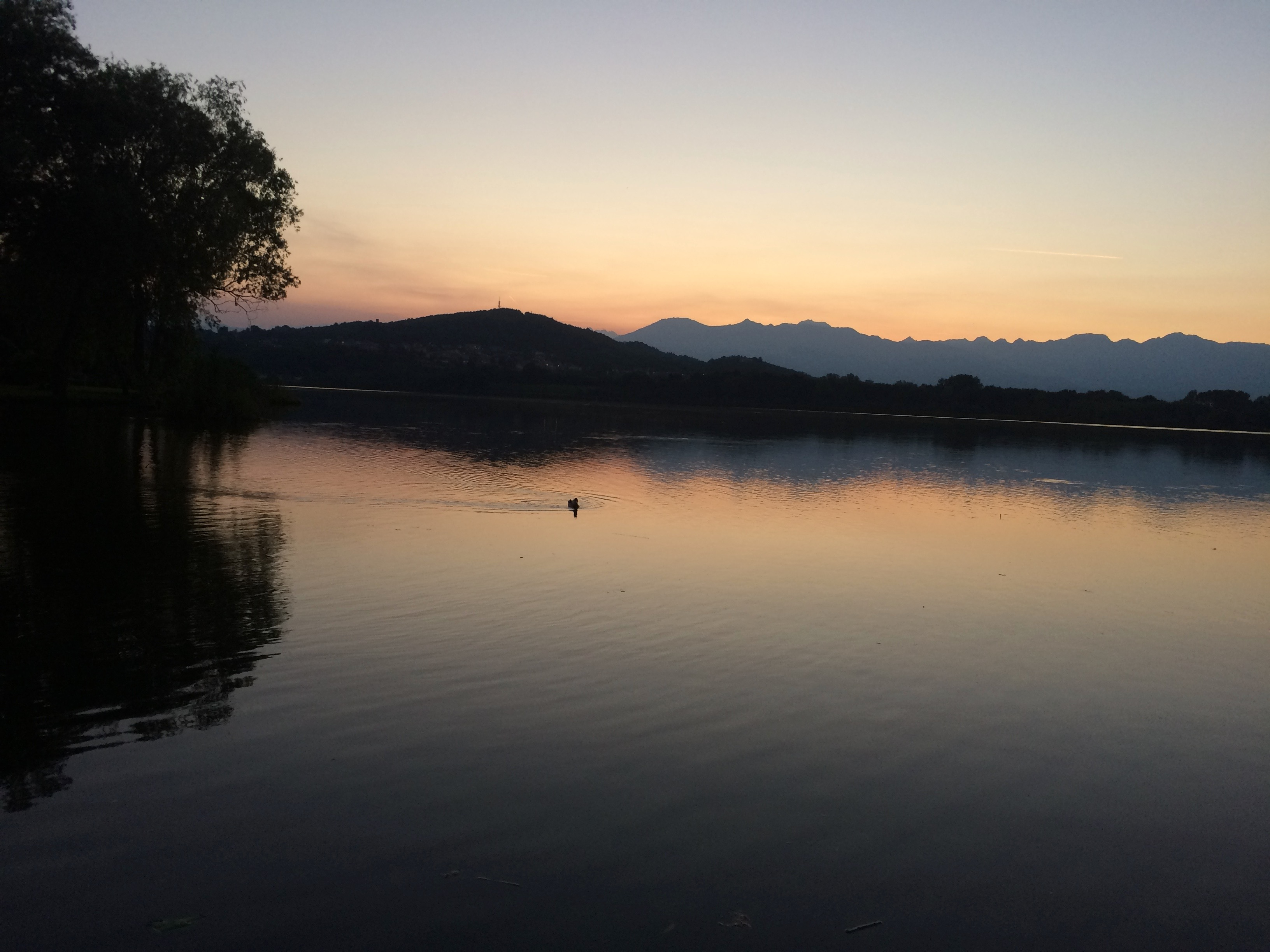
Lago di Candia

Il lago di Candia, situato nell'ansa sud-occidentale dell'anfiteatro morenico di Ivrea, è un bacino di origine glaciale alimentato da fonti sotterranee e con il deflusso dell'acqua garantito attraverso il Canale Traversaro. L'area, comprendente il lago vero e proprio e la zona paludosa a esso adiacente, è tutelata sin dal 1995 come Area naturale protetta e se pur non molto estesa conserva tratti ambientali di grande interesse: intorno al lago sono presenti più di 200 specie di piante di ambienti umidi, alcune delle quali rare e considerate a protezione integrale della Regione Piemonte.

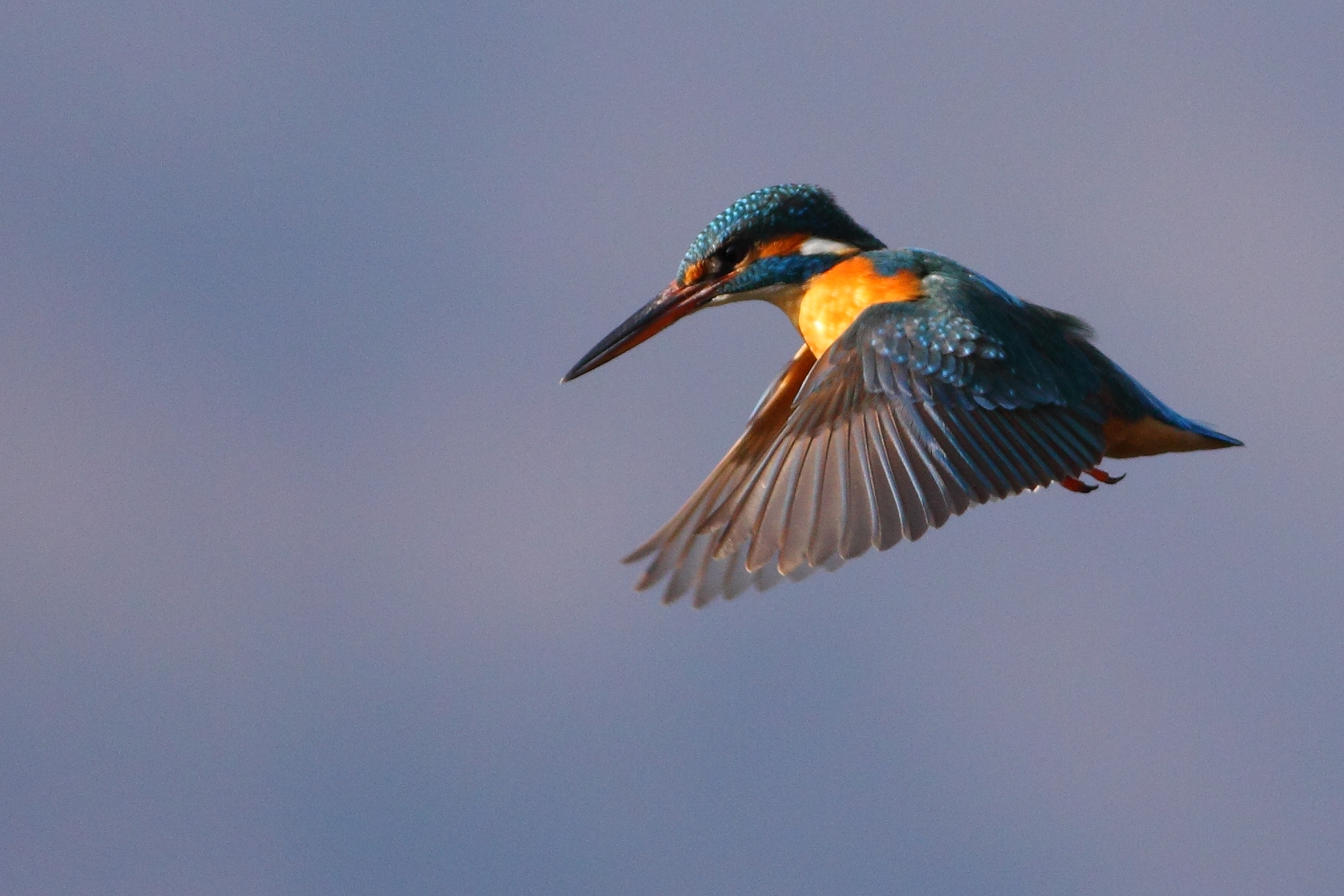
Martin pescatore in volo

Il Parco Naturale del Lago di Candia, primo esempio italiano di Parco Provinciale, è tra le più importanti zone umide d'Italia perché ospita oltre 200 specie di uccelli (in particolare acquatici) e una ricca flora idrofila, fra cui alcune specie rarissime.
Per queste ragioni il Parco è stato inserito nella lista dei Biotopi della regione Piemonte ed è stato classificato come Sito di Importanza Comunitaria ai sensi della Direttiva "Habitat" dell'Unione europea.

### Castelfiorito
Il castrum di Candia detto oggi Castelfiorito è la ricostruzione ottocentesca dell'antico castello di Candia Canavese che un tempo dominava il borgo.

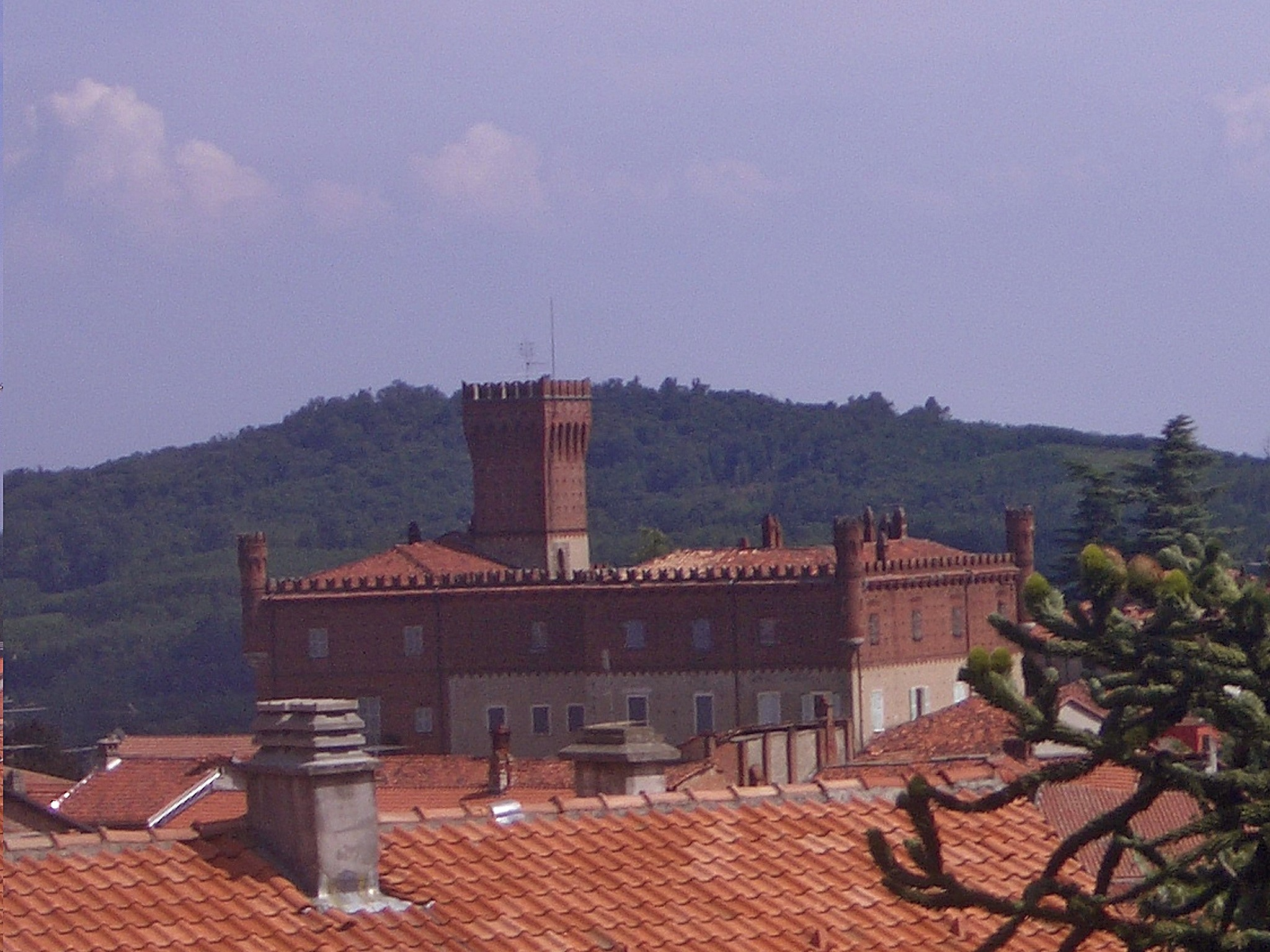
Castelfiorito, Candia Canavese

L'antico castello fu tenuto dal 1204 al 1669 dai signori di Candia e Castiglione, della famiglia di Gotifredo da Castiglione.
La costruzione non appare omogenea: in parte è con mattoni a vista, come la torre dalla merlatura ghibellina, che ha struttura simile all'antica torre del castello di Castiglione.
Le prime notizie della costruzione del castrum di Candia si hanno in seguito agli eventi della IV crociata e dell'investitura nel 1205, da parte del Podestà d'Ivrea, a conti e feudatari del Roero dei fratelli Enrico, Guglielmo e Giacomo de Candia e Castiglione. Fiorente centro di commerci, il castello divenne il principale possedimento dei de Candia nel Canavese.
Nella seconda metà del XIII secolo, dopo la scomunica di Guglielmo VII del Monferrato da parte del vescovo, si aprì un periodo di libertà comunale e di contese del territorio da parte di diversi nobili: i Raimondo di Candia, i de Candia, i Galvagno, i signori di Orio e i signori di Mazzè.
Durante la guerra del Canavese del XIV secolo i castelli di Candia e Castiglione subirono molti danni da parte del Principe d'Acaia e vennero poi smantellati da Fabrotino da Parma.
Il feudo fu oggetto di alcune sanguinose rivolte ferocemente represse (sia della locale popolazione, sia dei nobili francesi, tedeschi, svevi e veneziani ivi residenti), fino a perdere i propri privilegi e passare sotto l'amministrazione di governatori inviati dal marchesato del Monferrato.
Alla fine del XVII secolo il castello passò alla famiglia Birago di Vische, che fece abbattere le vecchie costruzioni. Resti di mura medievali sono ancora osservabili nelle case di via Cesare Battisti e via Cavour.

### Castello di Castiglione

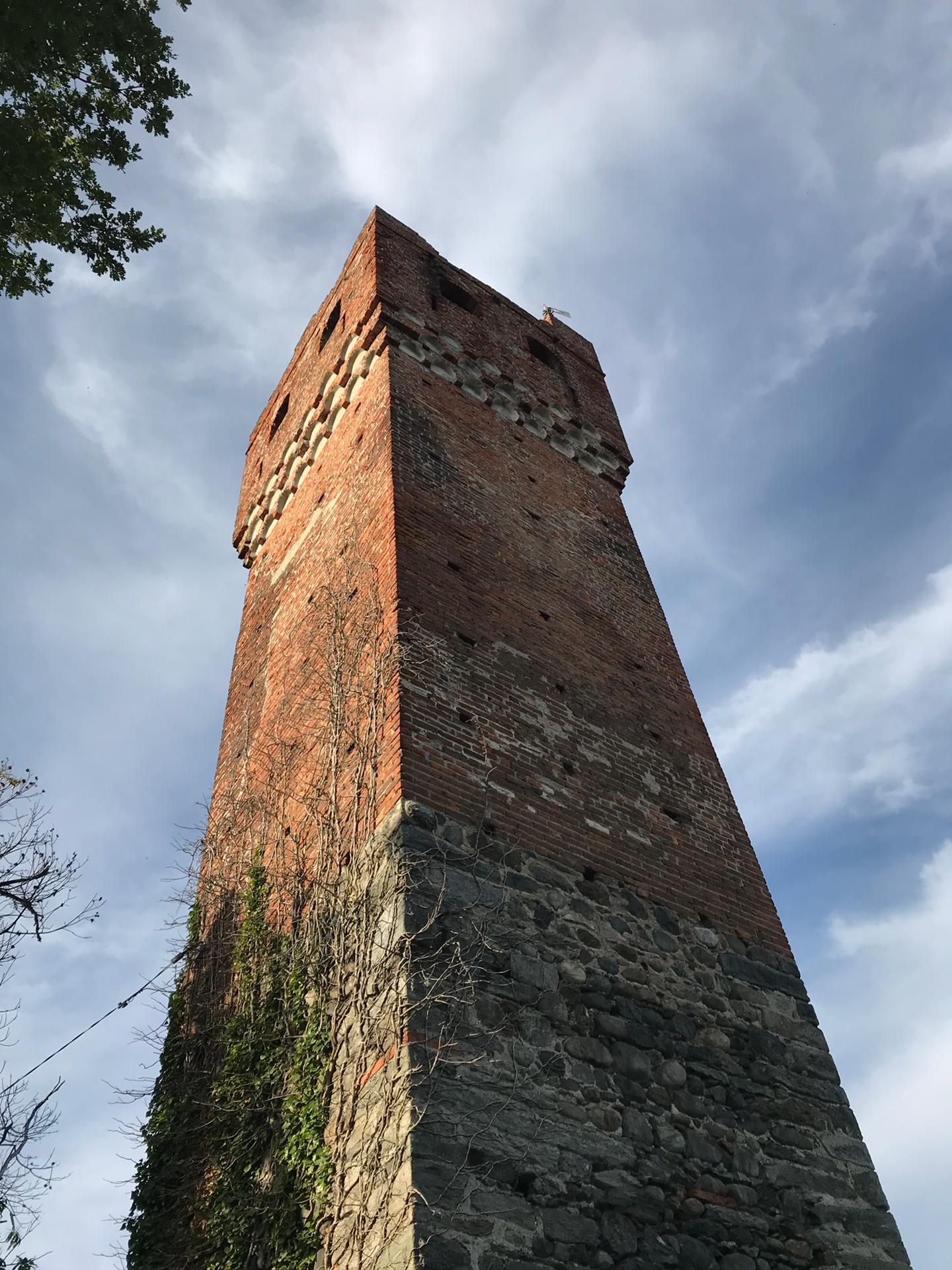
Torre di Castiglione, veduta dal basso

Una torre imponente e poche mura sbrecciate sono tutto quel che rimane del Castello di Castiglione, borgo e feudo che furono poi fusi con il borgo e il feudo di Candia. Il castello era costruito sulla cima di un monticello parzialmente scavato artificialmente nella retrostante collina, tale da far pensare a un primitivo tumulo funerario. Nel libro rosso del comune di Ivrea si conserva un importante atto di infeudazione del castello e del feudo di Castiglione, datato 28 febbraio 1205. Tuttavia si pensa che la prima costruzione del castello sia datata nel X-XI secolo, se non addirittura in epoche più lontane. 

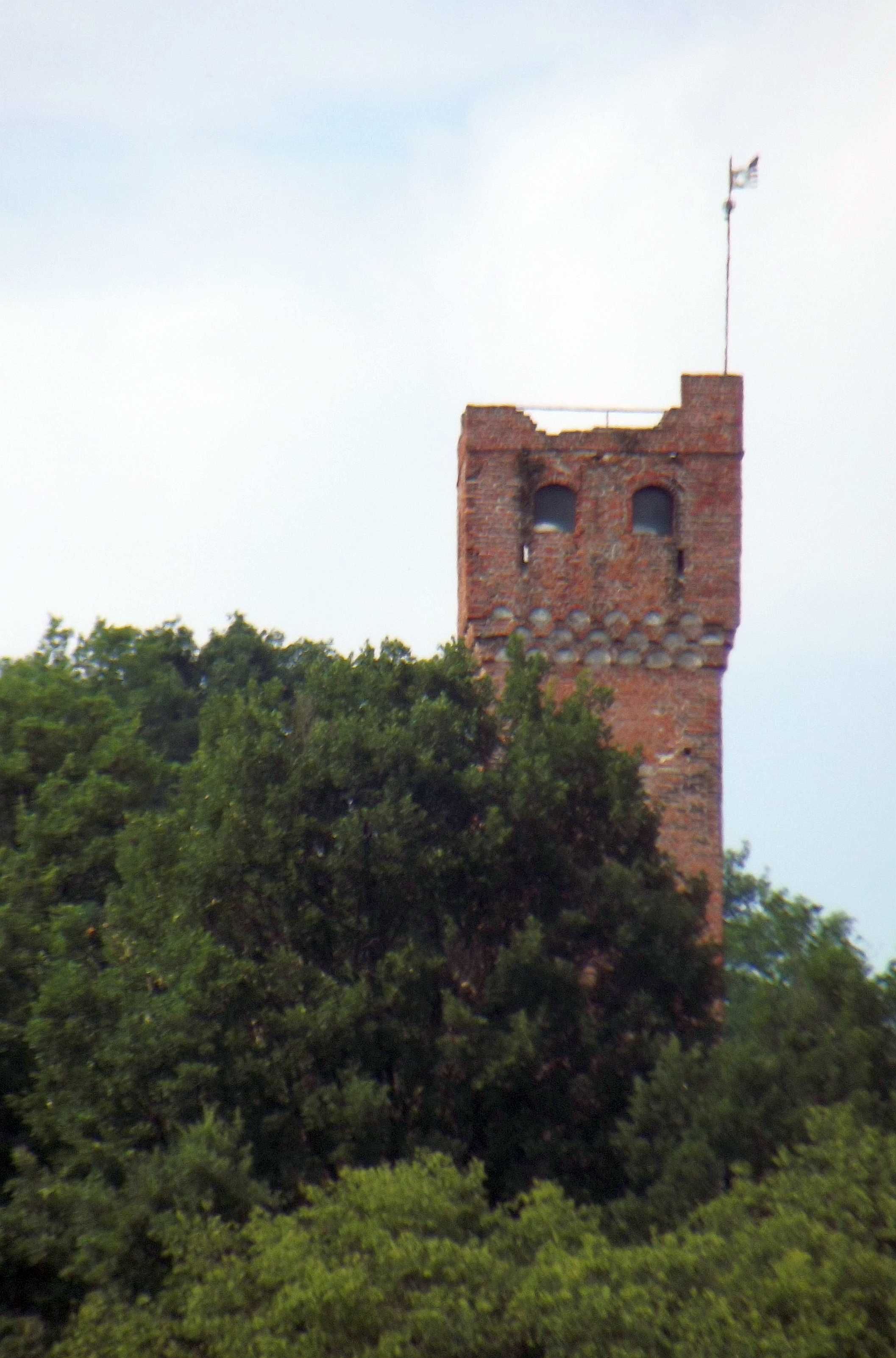
Torre di Castiglione

Ebbe a subire, con il castello di Candia, molti danni durante le guerre del Canavese (XIV secolo) da parte del principe d'Acaia e, come narra l'Azario, fu smantellato, sempre con quello di Candia, per opera di Fabrotino da Parma, con comune spesa da Vercelli e Novara.

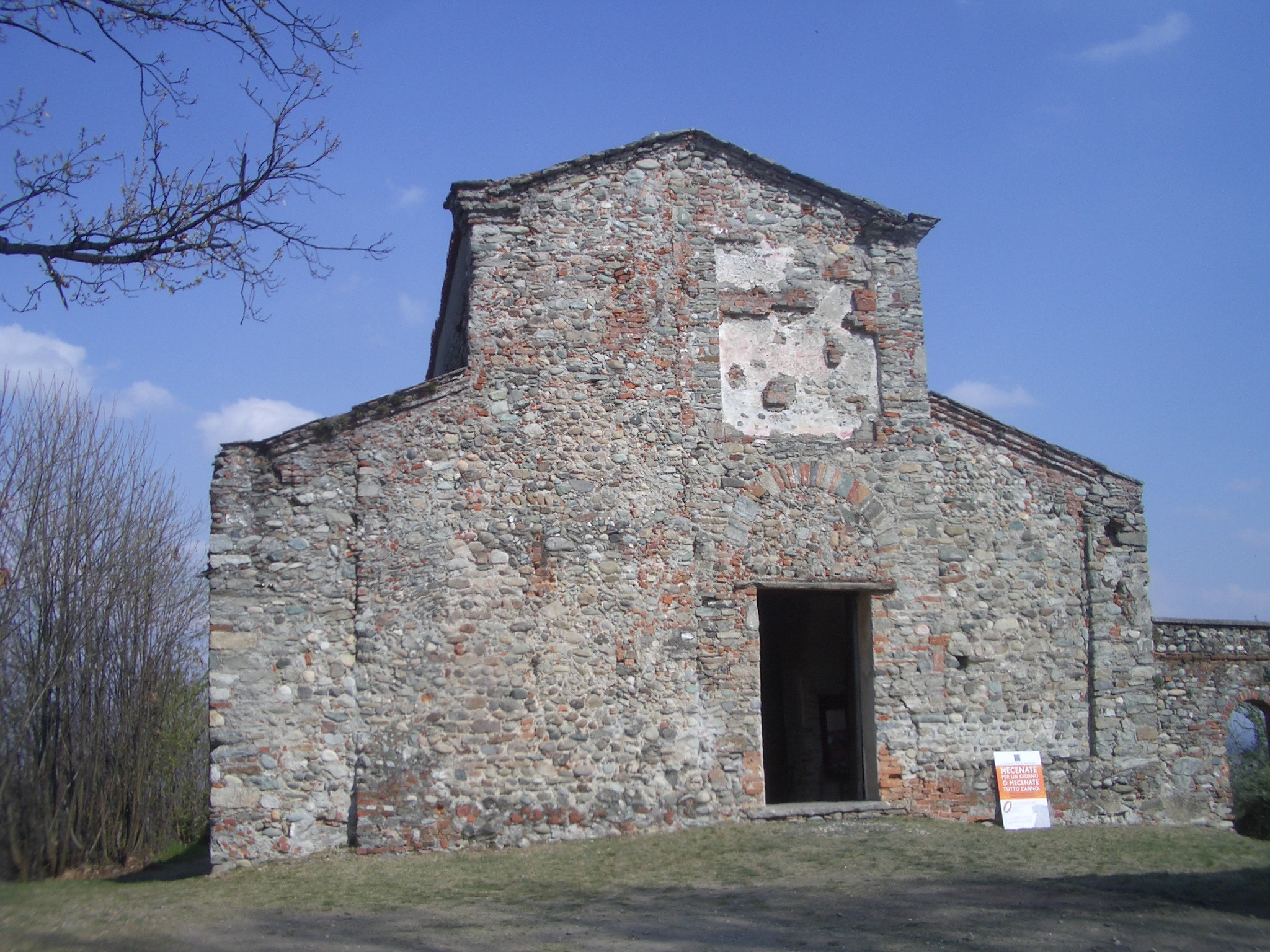
Chiesa di Santo Stefano del monte, Candia Canavese; facciata

(J.B. Delponte, Torino 1873)

### Chiesa Priorato di Santo Stefano del Monte
La chiesa sorge sulla sommità della collina di Candia, a 416 metri sul livello del mare. Non si può datare con certezza la prima costruzione della chiesa, che però, secondo alcune fonti, tradizioni e pratiche che si svolgevano un tempo in questo luogo, risalirebbe addirittura all'epoca preromana. Una particolare tradizione, che ricondurrebbe alle origini preromane del luogo, è l'uso della chiave taumaturga contro il morso dei cani affetti dalla rabbia. I feriti, infatti, venivano condotti nella cripta della chiesa dove si applicava sulla ferita infetta questa chiave resa incandescente. Questo metodo di cicatrizzazione era sicuramente già in uso nella regione sin da prima della conquista romana. Un altro indizio di antichissime pratiche rituali è collegabile alla presenza sulla collina delle querce, un tempo circoscritte solamente nella zona della chiesa. La quercia nei culti pagani era infatti il simbolo dell'immortalità, della vita e responsi degli oracoli si svolgevano ritualmente sotto la grande chioma.
Successivamente la chiesa ebbe il ruolo fondamentale di ospitare i pellegrini che dal Nord Europa si recavano a Roma, durante l'impero romano.
Molti storici asseriscono dell'esistenza di un priorato benedettino sul colle sin dal Mille, quasi certamente con l'intervento dell'Abbazia di Fruttuaria.
I Canonici dell'Ospizio dei Santi Nicolao e Bernardo di Monte Giove (San Bernardo) acquisirono la proprietà della Chiesa di Santo Stefano con la bolla del 18 giugno 1177 emanata da Papa Alessandro III.

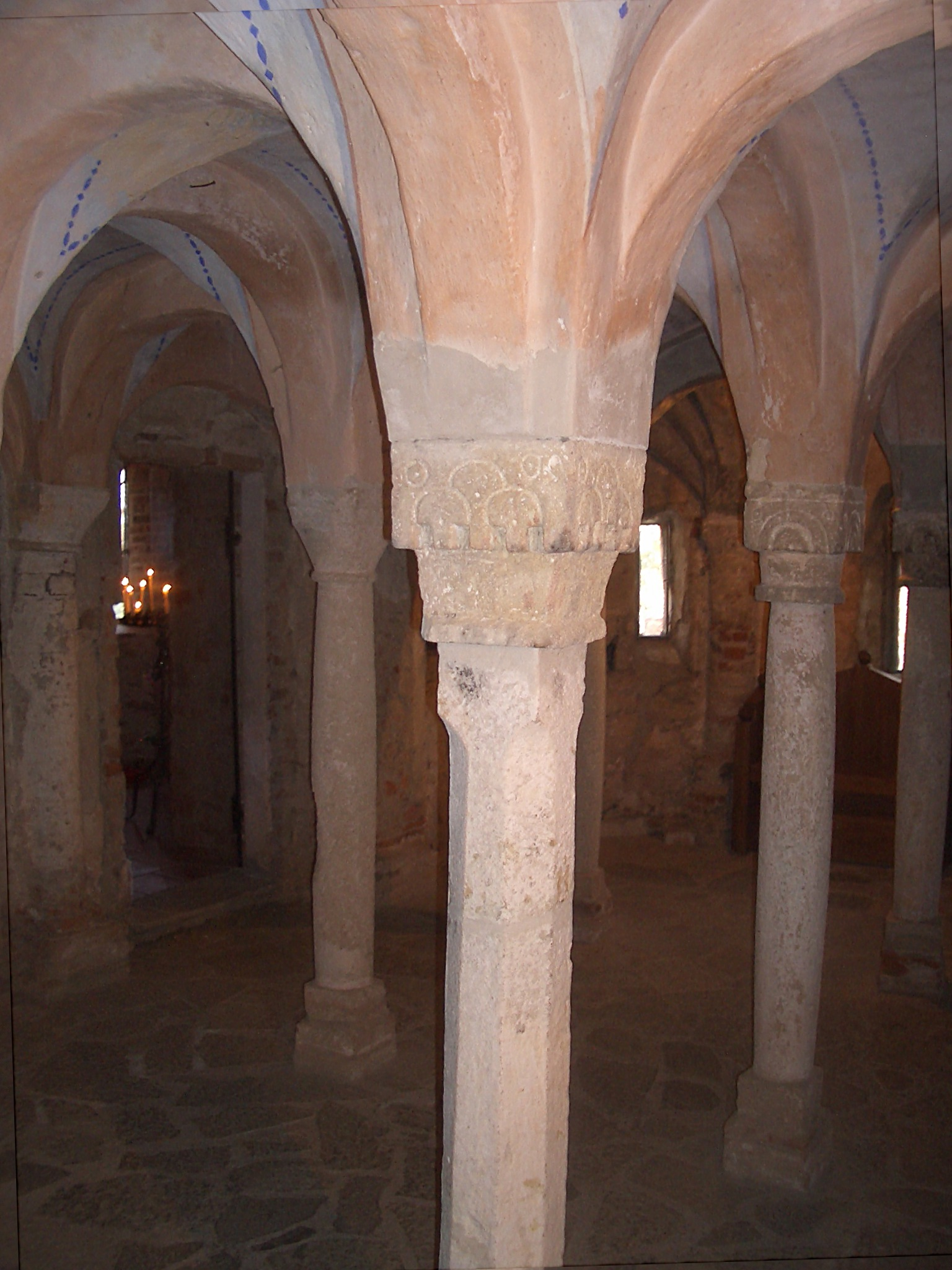
Cripta della Chiesa di Santo Stefano

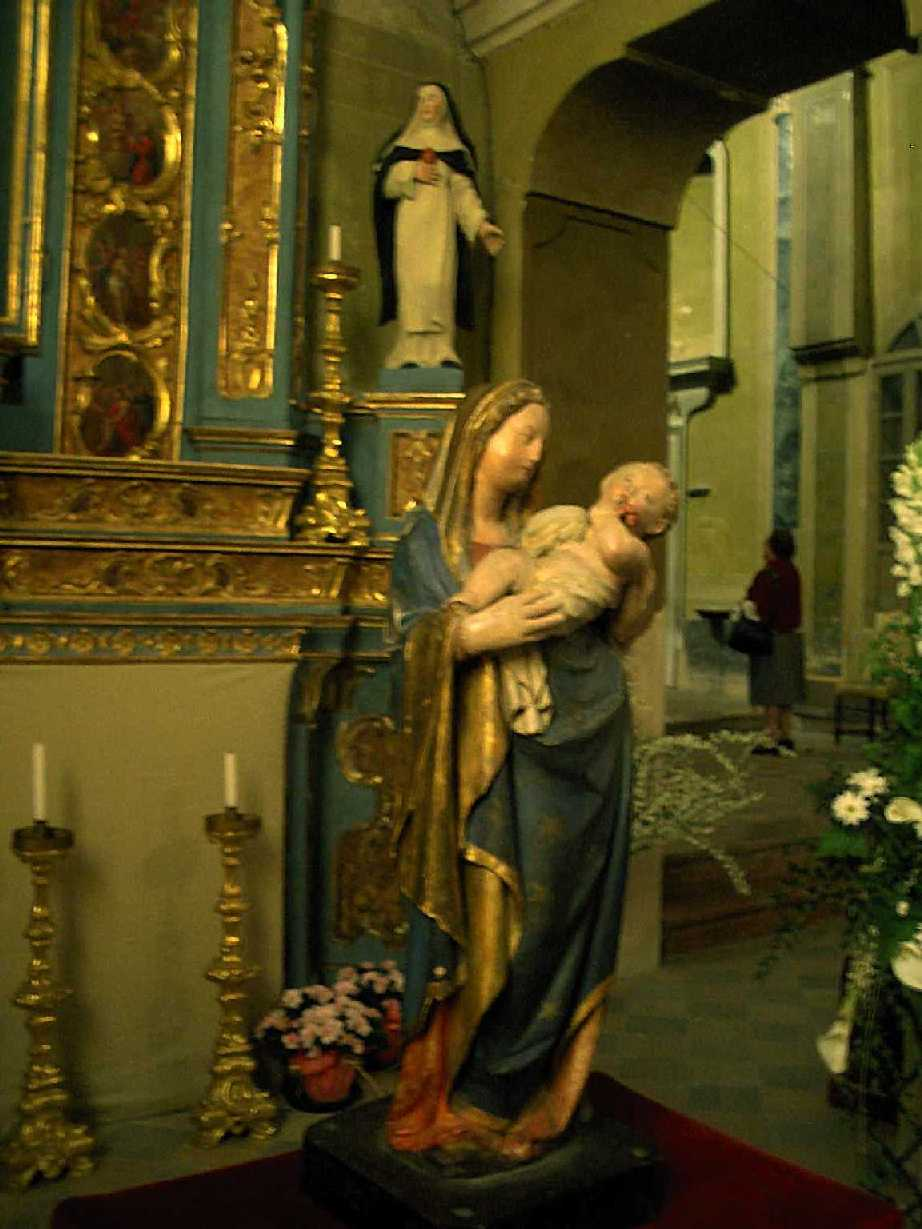
Madonna col Bambino, Candia Canavese

Se la chiesa, sin dall'origine, era intitolata a Santo Stefano, la cripta venne dedicata alla Madonna. Essa ha ospitato ininterrottamente dai primi decenni del XV secolo sino al 1970 una statua in marmo dipinto (dimensioni 66 x 23 x 20,5 cm) raffigurante la Madonna col Bambino. Si tratta di un'opera di notevolissima fattura, che colpisce lo spettatore per lo sguardo tenero di Maria e per i gesti naturalistici del Bambino, intento a mangiare dei piccoli frutti rossi (forse fragole). È stata proposta l'attribuzione allo scultore borgognone Jean Prindall del XV secolo operante per alcuni anni in Savoia e in Piemonte. Dopo un restauro che le ha restituito la cromia del XVIII o XIX secolo, la statua è stata messa in sicurezza nella chiesa parrocchiale di San Michele Arcangelo a Candia ed esposta in una teca di vetro sigillata. La cripta venne realizzata, sempre in epoca medievale e probabilmente a seguito del crollo dell'abside centrale. Nella sua costruzione furono impiegati materiali di reimpiego (colonne e capitelli in pietra) risalenti al periodo longobardo (VI e VII secolo). Conseguentemente si realizzò un presbiterio rialzato e da quel momento un muro piano sostituì il fondale absidale concavo della navata centrale.

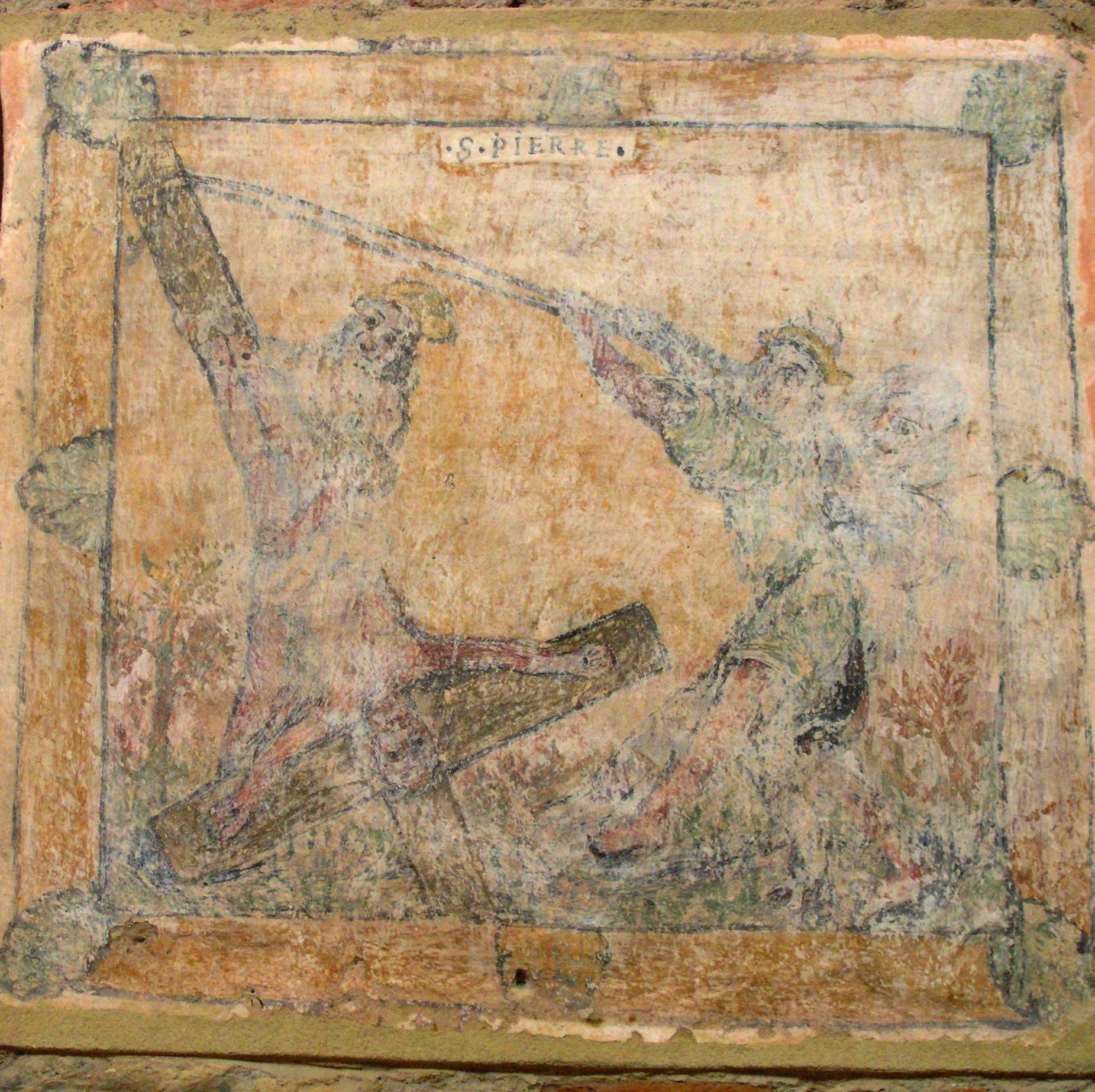
Uno dei pochi affreschi ancora visibili, Chiesa di Santo Stefano, Candia Canavese

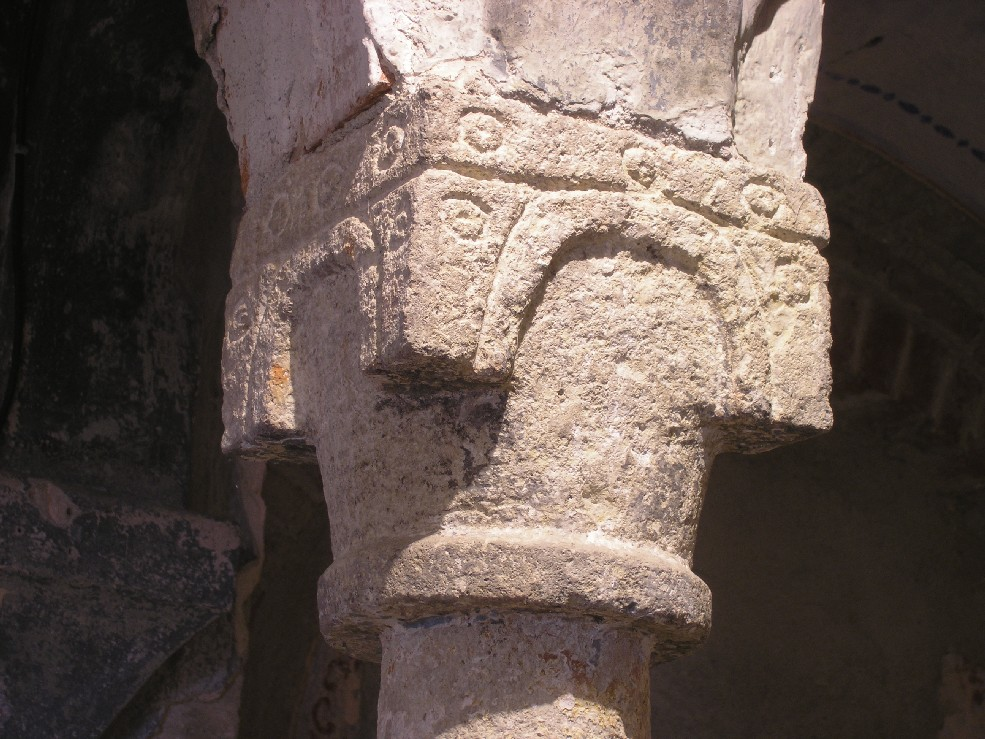
Capitello della Cripta

Per quanto concerne il restante apparato decorativo, si apprende dalla relazione della visita pastorale dei monsignor Ottavio Asinari che numerosi affreschi furono eseguiti tra il XVI e il XVII secolo. Una seicentesca danza macabra, ormai quasi completamente illeggibile, era posta sul fianco sinistro della chiesa. All'interno, in cattivo stato di conservazione, troviamo, un Ciclo della Passione.

## Società

### Evoluzione demografica
Abitanti censiti

### Etnie e minoranze straniere
Secondo i dati Istat al 31 dicembre 2017, i cittadini stranieri residenti a Candia Canavese sono 111, così suddivisi per nazionalità, elencando per le presenze più significative:
1. Romania, 91

## Economia

### Produzioni agroalimentari
Nel territorio di Candia viene prodotto il vino Erbaluce.

## Infrastrutture e trasporti
A Candia Canavese esiste una stazione ferroviaria sulla linea Chivasso-Aosta posta alle porte del paese.

## Amministrazione

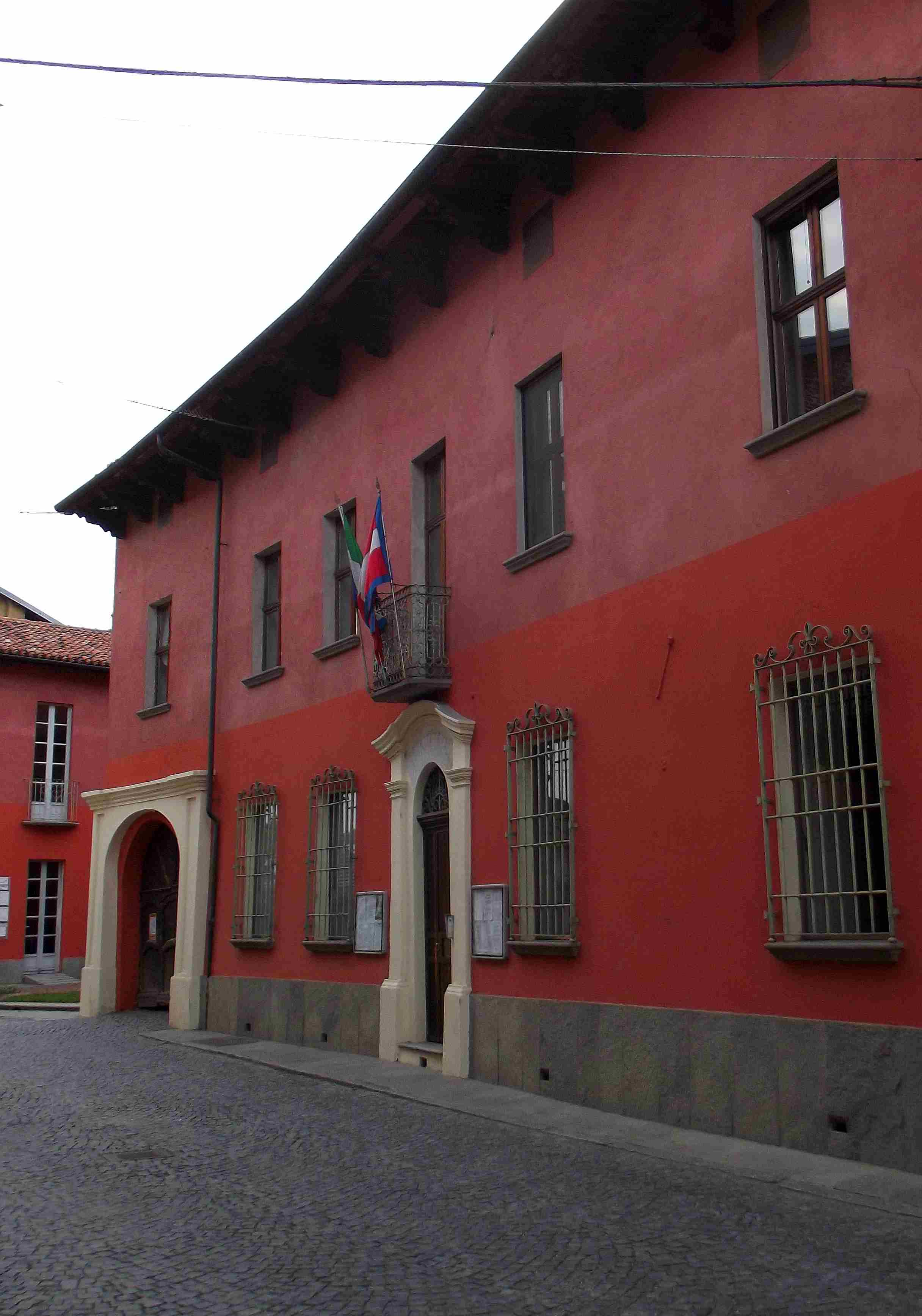
Il municipio

| Periodo | Periodo   | Primo cittadino   | Partito      | Carica  | Note       |
| ------- | --------- | ----------------- | ------------ | ------- | ---------- |
| 2004    | 2009      | Giovanni Nuccio   | lista civica | Sindaco |            |
| 2009    | 2014      | Albertino Salzone | lista civica | Sindaco |            |
| 2014    | 2019      | Albertino Salzone | lista civica | Sindaco | II mandato |
| 2019    | in carica | Mario Mottino     | lista civica | Sindaco |            |